# Ігри XXVIII Олімпіади 2004 року (срібна монета)
«І́гри XXVIII Олімпіа́ди 2004 року» — срібна пам'ятна монета номіналом 20 гривень, випущена Національним банком України. Присвячена Іграм Олімпіади, які мали відбутися в Афінах у липні 2004 року. У Стародавній Греції олімпійські ігри — загальноеллінські змагання на честь Зевса відбувалися з 776 р. до н. е. до 394 р. н. е. кожні чотири роки. На час проведення олімпійських ігор припинялися війни і встановлювалося перемир'я. Олімпійські ігри сучасності проводяться з 1896 року і перші з них відбулися в Афінах.
Монету було введено в обіг 7 липня 2004 року. Вона належить до серії «Спорт».

## Опис та характеристики монети
| Номінал грн. | Метал            | Маса, грам   | Діаметр, мм. | Якість виготовлення | Гурт                 | Тираж, штук |
| ------------ | ---------------- | ------------ | ------------ | ------------------- | -------------------- | ----------- |
| 10           | срібло 925 проби | 62,2 / 67,25 | 50           | пруф                | секторальне рифлення | 5 000       |

### Аверс
На аверсі монети у квадраті зображено грекиню в туніці, яка тримає в правій руці чашу з голографічним вогнем, у лівій — оливову гілку — давній символ миролюбства. Над квадратом розміщено малий Державний Герб України та напис «УКРАЇНА», під квадратом — «20 ГРИВЕНЬ»; з обох боків квадрата на тлі античного меандрового орнаменту — позначення металу та його проби — «Ag 925», маса в чистоті — «62,2», логотип Монетного двору Національного банку України (ліворуч) та рік карбування монети — «2004» (праворуч).

### Реверс

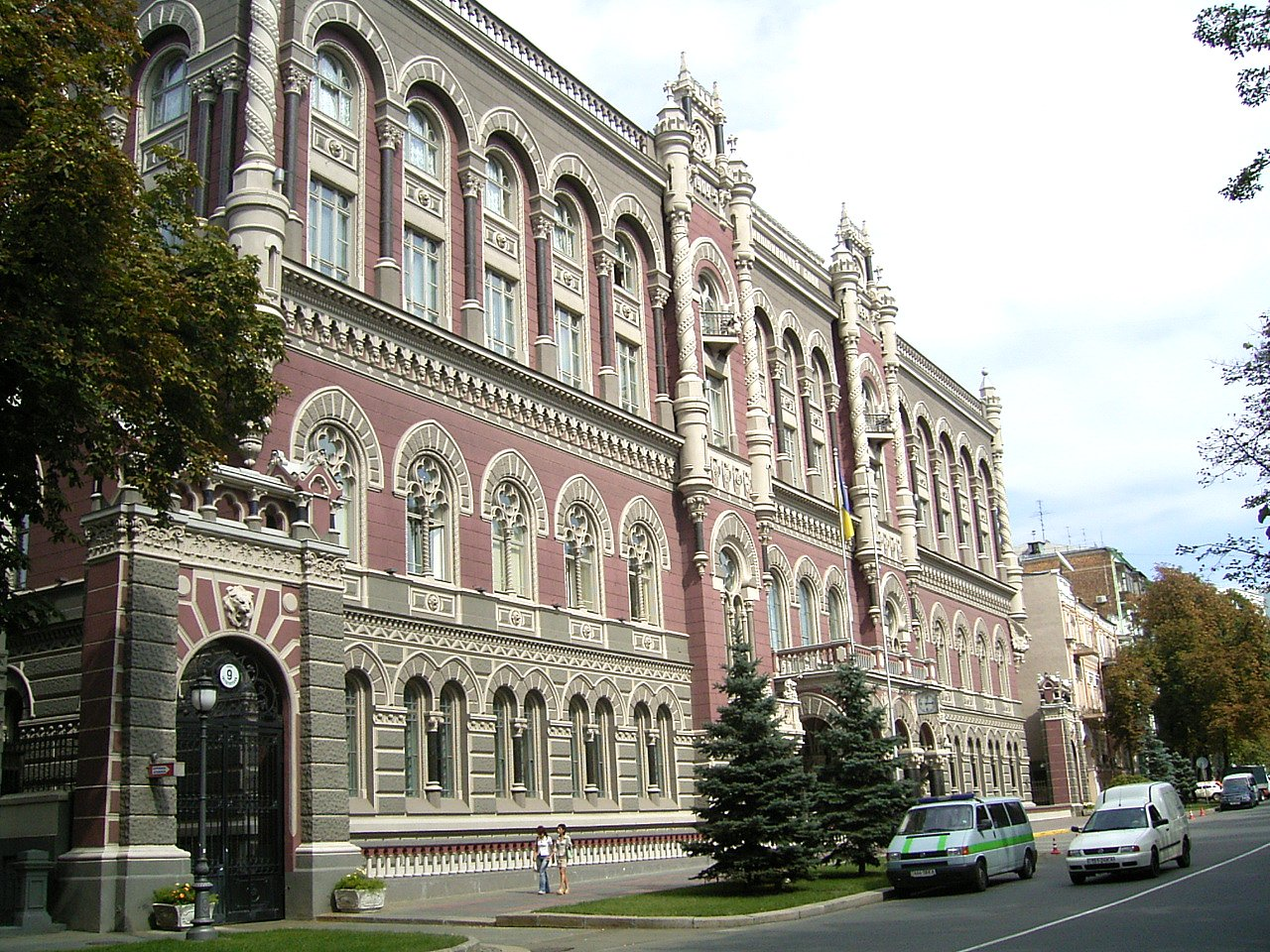
Будівля Національного банку України

На реверсі монети на тлі квадрата зображено представників різних видів спорту, посередині — чаша з вогнем, який горить протягом усієї Олімпіади. Навколо квадрата розміщено такі написи: «ІГРИ/ XXVIII ОЛІМПІАДИ» (угорі), «OLYMPIC GAMES/ XXVIII» (унизу), «АФІНИ 2004» (ліворуч), «ATHENS 2004» (праворуч).

## Автори
- Художники: Таран Володимир, Харук Олександр, Харук Сергій.
- Скульптор — Атаманчук Володимир.

## Вартість монети
Ціна монети — 910 гривень, була вказана на сайті Національного банку України у 2014 році.
Фактична приблизна вартість монети, з роками змінювалася так:
| Рік        | 2010 | 2011 | 2012  | 2013  | 2014 | 2015 | 2016  | 2017  | 2018  | 2019  | 2020  | 2021  | 2022  | 2023  | 2024  | 2025  |
| ---------- | ---- | ---- | ----- | ----- | ---- | ---- | ----- | ----- | ----- | ----- | ----- | ----- | ----- | ----- | ----- | ----- |
| Ціна, грн. | 600  | 700  | 1 000 | 1 100 | 870  | 950  | 2 000 | 1 800 | 1 900 | 1 700 | 1 750 | 2 400 | 2 700 | 3 400 | 4 550 | 5 600 |